# Tolib Xakhidi
Tolib-khon Xakhidi (Толиб-хон Шахиди) o Tolib Xahidi (en tadjik Толиб Шаҳидӣ /en persa طالب شهیدی, nascut el 13 de març de 1946) és un compositor tadjik i soviètic que va néixer a la ciutat de Dushanbe, RSS de Tadjik. És fill de Ziadul·ló Xakhidi, el fundador de l'Acadèmia de Música Professional Tadjik.

## Vida primerenca
Tolib-khon Xakhidi va començar la seva carrera musical als catorze anys. Es va graduar al Col·legi Musical de Dushanbe el 1965 a la classe de composició d'Uri Ter-Osipov. Llavors es va matricular al Conservatori de Moscou, on va tenir com a mentor Aram Khatxaturian. Durant aquest període, va estar plenament involucrat en l'ambient musical de Moscou.

## Carrera
Des de 1972 fins avui, Tolib Xakhidi ha participat en diversos festivals de música.
"El gust, la intel·ligència, la professionalitat són els tres valors principals de la música contemporània" («Official web-site».). Aquest aforisme, expressat pel compositor, compleix plenament amb el seu propi treball creatiu. Tolib Xahidi representa un tipus molt rar de mestre-compositor universal, que posseeix tot l'arsenal del llenguatge musical contemporani, tot i que utilitza els recursos més rics de la música tradicional oriental de la seva regió. Aquest doble pilar no és un obstacle, sinó la font més important del seu poder artístic i originalitat.
Va guanyar el premi Georges Delerue 2008 per la seva partitura de la pel·lícula Two-Legged Horse.

## Vida personal
Tolibkhon Xakhidi està casat amb Gulsifat Xakhidi.

## Llista de les principals obres
- 1975 Festival, poema simfònic
- 1978 La mort del usurer, suite de ballet
- 1978 Tadjiks, simfonia núm. 2
- 1980 Rubai de Khaiam, ballet per a pel·lícula
- 1981 Charkh, simfonia per a orquestra de cambra
- 1981 Sonata núm. 1 per a piano
- 1981 Recitatiu de Rumi, suite per a flauta i piano
- 1984 Sado, poema simfònic
- 1988 Califa-cigonya, òpera per a nens
- 1989 Enanàs, òpera per a nens
- 1989 La bellesa Yosif, ballet
- 1991 Sonata núm. 2 per a piano
- 1991 Sonata núm. 2 per a piano i orquestra de cambra
- 1992 Siavush, ballet
- 1993 La bella i el monstre, òpera
- 1993 Concert per a violí i orquestra de cambra
- 1994 Concert núm. 3 per a piano i orquestra
- 1997 Concert núm. 1 per a orquestra de cordes
- 1998 Firdavsiada, concert núm. 2 per a orquestra de cordes
- 1998 Dansa sufí, música per a 15 instruments
- 1998 Istanbul-capricci, per a saxofon i orquestra de cambra
- 1999 Dobro vam, cicle vocal per a tenor i orquestra simfònica. Poemes de Hofiz, Goethe, Puixkin
- 1999 Amir Ismoil, òpera
- 2000 Somnis de la ruta de la seda dansant, septet
- 2000 Imatges sota la lluna, poema de R. Finn, soprano i orquestra de cambra
- 2001 Algorismus marimba+, sextet
- 2001 Contrastos en 55
- 2001 Contrastos, música per a violí i piano
- 2002 Rei Lear, música per a la tragèdia de Shakespeare
- 2002 Suite persa, música per a orquestra de cordes
- 2002 Sufí i Buda, estudis visuals per a piano
- 2004 Concerto Grosso núm. 3, per a santur, violí solista i orquestra de cambra
- 2005 Contrast de temps, cicle vocal per a soprano i orquestra simfònica, paraules de Paul Valéry i Rekan
- 2007 Parlar d'ocells, suite per a tres flautes
- 2008 Adagio, per a violoncel sol en record d'Aram Khatxaturian
- 2008 Allegro en 5, per a conjunt de cambra
- 2008 Quatre miniatures retrospectives per a cor A-Capella, en record de Ziadul·ló Xkhidi
- 2008 Jugant al backgammon, per a piano
- 2009 Verdi-Shakhidi, paràfrasi per a piano de l'òpera Traviata
- 2010 Concert per a clarinet i orquestra
- 2011 Quartet per a 4 violoncels, a partir de raga índia
- 2012 Darius, imatges per a orquestra simfònica
- 2012 Adagio – Existència, per a orquestra de cordes
- 2013 Rhapsody Dialogue: Tema d'Aram Khachaturian, per a piano i orquestra